# Benjamín Alvarado Holley
Benjamín Alvarado Holley (Santiago, 2 de septiembre de 1985) es un golfista profesional chileno desde el año 2007. En 2001, con solo dieciséis años, se convirtió en el jugador más joven de la historia en ganar el Abierto de Chile. Cuenta con 40 títulos como profesional se convirtió en el primer Chileno en la historia en jugar y ser miembro del PGA Tour, gira mundial más importante del mundo. Hoy por hoy es reconocido como uno de los mejores jugadores de la historia del golf chileno

## Primeros años de vida
Es hijo de Carlos Alvarado y de Soledad Holley.Estudió en el Colegio Craighouse de Santiago.

### Matrimonio
Alvarado estuvo casado y actualmente divorciado de la modelo Lucila Vit. Alvarado es católico.

## Carrera deportiva
Alvarado comenzó a jugar golf a los once años en el Club de Polo y Equitación San Cristóbal. A los doce años asistió a su primer Mundial, en San Diego, California, y resultó quinto. A los quince años era el nº 3 del mundo en la categoría juvenil.[cita requerida]
Fue el primer chileno en jugar el United States Amateur Championship y el US Junior de golf.[cita requerida] A los dieciséis años ganó el Orange Bowl Junior Championship y el Abierto de Chile, convirtiéndose en el jugador más joven en obtener este título. Representó a Chile en cinco copas del mundo.[cita requerida] A los dieciocho años ganó una beca para la Universidad Estatal de Arizona, donde fue nombrado All American tres años.
Alvarado disputó el Challenge Tour europeo en 2008 y 2009. En 2011 obtuvo dos victorias en el TLA y el segundo puesto final en el Tour de las Américas, y fue segundo en la orden de mérito en el Canadian Tour. En 2012 jugó en el nuevo PGA Tour Latinoamérica, y también el Canadian Tour. Se consagró con 6 títulos quedando con membrecia parcial para el prestigioso Web.com tour 2013. 
El chileno fue invitado a disputar el Brasil Classic del Web.com Tour 2013, la gira satélite del PGA Tour. Ganó dicho torneo, y se consagró como el Primer chileno en la historia en ganar un torneo de este Tour, lo que le permitió jugar el resto de la temporada. Quedó 11º en la lista de ganancias de la temporada regular del Web.com Tour, por lo que consiguió la tarjeta para disputar el PGA Tour 2014, y convertirse en el primer Chileno en la historia en conseguir el pase a la máxima gira del golf mundial.

## Títulos

### Títulos amateur
- 2001: Sudamericano Juvenil, Montevideo.
- 2002: Sudamericano Juvenil, Santa Cruz, Bolivia; Fase de clasificación US Open Junior, West Palm Beach; Odesur de Sao Paulo.
- 2003: Orange Bowl, Abierto Internacional de Bogotá, Abierto de Chile, Abierto Internacional Los Arrayanes, Ecuador.
- 2007: NCAA 2007, National Regional, Tempe, Arizona.

### Títulos profesionales
- 2007: Abierto las Brisas de Chicureo; Abierto Haciendo Chicureo.
- 2008. Abierto de las Rocas de Santo Domingo; Abierto de las Brisas de Santo Domingo; III Abierto Hacienda Chicureo; II Abierto las Brisas de Chicureo.
- 2010: Q-School Canadian Tour, San Diego California; Abierto Los Leones; Abierto las Brisas de Chicureo.
- 2011: Abierto de Cachagua, Abierto de Marbella; Abierto de las Brisas de Santo Domingo; 85° Abierto de Chile; Perú Open; Abierto del Club de Polo; Abierto Los Leones.
- 2012: Abierto de las Brisas de Santo Domingo;[8] Abierto Club de Polo; Abierto de Los leones; Abierto Brisas de Chicureo, Abierto Hacienda Chicureo.
- 2013: Abierto de Cachagua; Abierto Marbella; Abierto Rocas de Santo Domingo; Abierto Granadilla; Abierto la Serena; Abierto de Concepción; Brasil Open (Web.com tour)
- 2018: Abierto la Serena; Abierto los Lirios
- 2019: Abierto Hacienda Chicureo.
- 2022: Abierto Rocas de Santo Domingo; Abierto Club de Golf La Dehesa.
- 2023: Abierto PWCC (título N40) en la carrera deportiva de Benjamin!

## Logros destacados
- 4° en el Mundial Amateur en 2004 (lo más alto que ha llegado un chileno) en Puerto Rico.
- Profesional desde junio de 2007. Ha ganado 27 títulos (17 como profesional y 10 como amateur).
- Primer Chileno en disputar un torneo del PGA Tour en Canadá 2011. Ingresó por cupo del Tour Canadiense.
- Fue el mejor chileno (9°) en el Chile Classic 2012, Fue el mejor Chileno (4.º) En el Chile Classic 2013 el primer y segundo torneo del PGA Nationwide Tour disputado en el país.[9]
- Actualmente juega el Tour Canadiense y el PGA Latinoamericano.
- Dos medallas de oro en los Juegos Odesur 2002 de Sao Paulo. Golfistas chilenos consiguieron dos medallas de oro en los juegos Odesur.[10]
- All American NCAA 2006 y 2007.
- Campeón del NCAA West Regional en Tempe, Arizona, con récord del torneo (-18) en 2007.
- Récord de la cancha del Prince of Wales Country Club (-22) durante el 85° Abierto de Chile (2011).